# Мейплтон (Північна Дакота)
Мейплтон (англ. Mapleton) — місто (англ. city) в США, в окрузі Кесс штату Північна Дакота. Населення — 1320 осіб (2020).

## Географія
Мейплтон розташований за координатами 46°53′29″ пн. ш. 97°3′11″ зх. д. / 46.89139° пн. ш. 97.05306° зх. д. (46.891259, -97.053042).  За даними Бюро перепису населення США в 2010 році місто мало площу 10,36 км², уся площа — суходіл.

## Демографія
Згідно з переписом 2010 року, у місті мешкали 762 особи в 248 домогосподарствах у складі 216 родин. Густота населення становила 74 особи/км².  Було 264 помешкання (25/км²).
Расовий склад населення:
| - 94,4 % — білих - 3,4 % — чорних або афроамериканців - 0,4 % — корінних американців |

До двох чи більше рас належало 0,9 %. Частка іспаномовних становила 3,5 % від усіх жителів.
За віковим діапазоном населення розподілялося таким чином: 32,4 % — особи молодші 18 років, 65,2 % — особи у віці 18—64 років, 2,4 % — особи у віці 65 років та старші. Медіана віку мешканця становила 30,4 року. На 100 осіб жіночої статі у місті припадало 103,2 чоловіків;  на 100 жінок у віці від 18 років та старших — 97,3 чоловіків також старших 18 років.
Середній дохід на одне домашнє господарство  становив 78 898 доларів США (медіана — 76 324), а середній дохід на одну сім'ю — 80 277 доларів (медіана — 77 813). Медіана доходів становила 50 703 долари для чоловіків та 36 591 долар для жінок. За межею бідності перебувало 7,2 % осіб, у тому числі 14,2 % дітей у віці до 18 років та 2,7 % осіб у віці 65 років та старших.
Цивільне працевлаштоване населення становило 427 осіб. Основні галузі зайнятості: освіта, охорона здоров'я та соціальна допомога — 21,3 %, роздрібна торгівля — 16,4 %, виробництво — 13,1 %.